# Harvi, Manvi
Harvi là một làng thuộc tehsil Manvi, huyện Raichur, bang Karnataka, Ấn Độ.